# Arrondissement Uzes
Uzès is een voormalig arrondissement in het departement Gard in de Franse regio Occitanie. Het arrondissement werd op 17 februari 1800 gevormd en op 10 september 1926 opgeheven. De acht kantons werden bij de opheffing toegevoegd aan het arrondissement Nîmes.

## Kantons
Het arrondissement was samengesteld uit de volgende kantons:
- kanton Bagnols-sur-Cèze
- kanton Lussan
- kanton Pont-Saint-Esprit
- kanton Remoulins
- kanton Roquemaure
- kanton Saint-Chaptes
- kanton Uzès
- kanton Villeneuve-lès-Avignon